# 温昇豪
温 昇豪（ウェン・シェンハオ、英語名:ジェームズ・ウェン、1978年2月22日 - ）は台湾の俳優。

## プロフィール
- 身長：178cm
- 体重：68kg
- 血液型：A型
- 星座：魚座
- 出身：台湾（国籍：中華民国）

読書家としても知られる。親戚に日本留学経験者がおり、本人も日本に家を持っている。

## 出演作

### ドラマ
- 2003年 『網路情書』- 倦鳥 役
- 2003年 『数字拼圖NUMBERS』- 王建國 役
- 2004年 『危險心靈』- 詹朝威 役
- 2007年 『幸福派出所』- 張國恩 役
- 2007年 『移民天堂』- 阿勝 役
- 2007年 『夏天的尾巴』- 偉父 役
- 2007年 『脚踏車的祝福』- 呉永昇 役
- 2007年 『亂世豪門』- 王文傑 役
- 2008年 『大將徐傍興』- 徐傍興 役
- 2009年1月 『彩色寧靜海』- 潘朝森 役
- 2009年1月 『敗犬女王』- 宋允浩（レスリー） 役
- 2009年3月 『比賽開始』- 憲兵班長 役 特別出演
- 2009年6月 『那一年的幸福時光』- 江陳博 役
- 2009年10月 『秋のコンチェルト』- 梁允中（梁慕橙の父） 役 特別出演
- 2010年2月 『P.S.男』- 孟成恩（モン・チェンエン） 役
- 2010年11月 『結婚って、幸せですか』- 温瑞凡（ウェン・ルイファン） 役
- 2011年8月 『進め!キラメキ女子』- 余承風（ユー・チェンフォン） 役
- 2013年 『カノジョの恋の秘密』- 林冠軍（リン・グァンジュン） 役
- 2014年 『愛情來的時候』- 李子豪 役
- 2014年 『濤女郎』- 袁平 役
- 2014年 『22K夢想高飛』- 梁晋徳 役
- 2015年 『聊齋新編』- 狄倫 役
- 2016年 『回魂』- 雷以傑/雷以諾 役
- 2016年 『親愛的，公主病』- 鄭孟熙 役
- 2017年 『進撃吧，閃電！』- 趙震宇 役
- 2017年 『端腦』- 薛鑫 役
- 2018年 『雙城故事』- 鄧天明 役
- 2018年 『熱血高校』- 古夏 役
- 2019年 『悪との距離』- 劉昭國（リウ・ジャオグオ） 役
- 2019年 『リーガル・サービス 最大の利益』- 趙立廷（チャオ・リーティン） 役
- 2019年 『おんなの幸せマニュアル 俗女養成記』- 江顯榮 役
- 2019年 『從前有座靈劍山』- 海天闊 役
- 2020年 『墜愛』- 白思禮 役
- 2021年 『火神の涙』- 邱漢成（チウ・ハンチェン） 役

### 映画
- 2007年『單車上路』- 李志薔 役
- 2007年『最遙遠的距離』- 林靖杰 役
- 2008年『Motel 66』- 陳哲芸 役
- 2008年『一席之地』- 孫總 役
- 2008年『一八九五』- 呉湯興 役
- 2010年『眼涙』- 老郭之子 役
- 2010年『ズーム・ハンティング』- 偸情男 役
- 2012年『結婚って、幸せですか THE MOVIE』- 温瑞凡 役

### MV出演
- 劉徳華 - (結婚進行曲)
- 五月天 - (如煙)

### CM/イメージキャラクター
- 2024年　谷溜谷溜[3]

### その他
- 2009年PRイベント『為愛発電』

## 音楽活動

### アルバム
- James Wen（2013年3月22日 / 日本未発売）